# Bingham Lake, Minnesota
Bingham Lake là một thành phố thuộc quận Cottonwood, tiểu bang Minnesota, Hoa Kỳ. Năm 2010, dân số của thành phố này là 126 người.

## Dân số
- Dân số năm 2000: 167 người.
- Dân số năm 2010: 126 người.